# كيفن ستيفنز (لاعب اتحاد الرغبي)
كيفن ستيفنز (بالإنجليزية: Kevin Stevens)‏ هو لاعب اتحاد الرغبي جنوب أفريقي، ولد في 30 يناير 1987 في فرجينيا في الولايات المتحدة.